# Euryopis promo
Euryopis promo är en spindelart som beskrevs av Gonzalez 1991. Euryopis promo ingår i släktet Euryopis och familjen klotspindlar. Inga underarter finns listade i Catalogue of Life.